# Kolayır (Bərdə)
Kolayır è un comune dell'Azerbaigian situato nel distretto di Bərdə. Conta una popolazione di 328 abitanti.